# 11 bit studios
11 bit studios S.A. é uma desenvolvedora e publicadora polonesa de jogos eletrônicos, com sede em Varsóvia. O estúdio foi fundado em setembro de 2010 por ex-integrantes da CD Projekt e da Metropolis Software. É mais conhecido pelo desenvolvimento de títulos como Anomaly: Warzone Earth (2011), This War of Mine (2014), Frostpunk (2018), Frostpunk 2 (2024) e The Alters (2025).

## História
A empresa foi oficialmente fundada em 11 de setembro de 2010 por desenvolvedores e membros da equipe das empresas CD Projekt e Metropolis Software. Atualmente, a empresa emprega cerca de 299 pessoas. O objetivo do estúdio é desenvolver jogos voltados tanto para jogadores hardcore quanto para jogadores casuais. O estúdio ficou conhecido inicialmente pelo desenvolvimento de Anomaly: Warzone Earth, um jogo de estratégia em tempo real com uma abordagem invertida de defesa de torres. Em 2014, lançaram This War of Mine, amplamente elogiado pela crítica por sua representação de civis tentando sobreviver em uma cidade sitiada, com inspiração no Cerco de Sarajevo.
O lançamento de 2018 do estúdio, Frostpunk, vendeu mais de 250 mil cópias nos seus primeiros três dias. O jogo apresenta uma versão distópica da Inglaterra do final do século XIX, coberta por uma era glacial, onde o jogador é encarregado de administrar a última cidade da humanidade. Em 2020, foi revelado que a empresa estava investindo cerca de 21 milhões de dólares no desenvolvimento de três projetos internos e quatro jogos assinados por seu selo de publicação. Um desses projetos, Frostpunk 2, foi anunciado em 12 de agosto de 2021 e lançado em 20 de setembro de 2024.

## Jogos

### Desenvolvidos
| Título                 | Ano  | Plataforma(s) |
| ---------------------- | ---- | --- |
| Anomaly: Warzone Earth | 2011 | Android, iOS, Linux, OS X, Windows, PlayStation 3, Xbox 360                                                           |
| Anomaly: Korea         | 2012 | Android, iOS, Linux, OS X, Windows                                                                                    |
| Funky Smugglers        | 2012 | Android, iOS |
| Sleepwalker's Journey  | 2012 | Android, iOS |
| Anomaly 2              | 2013 | Android, iOS, Linux, OS X, Windows, PlayStation 4                                                                     |
| Anomaly Defenders      | 2014 | Android, iOS, Linux, OS X, Windows                                                                                    |
| This War of Mine       | 2014 | Android, iOS, Linux, OS X, Windows, PlayStation 4, Xbox One, Nintendo Switch, PlayStation 5, Xbox Series X e Series S |
| Frostpunk              | 2018 | Windows, OS X, PlayStation 4, Xbox One                                                                                |
| Frostpunk 2            | 2024 | Windows, PlayStation 5, Xbox Series X e Series S                                                                      |
| The Alters             | 2025 | Windows, PlayStation 5, Xbox Series X e Series S                                                                      |
| Frostpunk: 1886        | 2027 | Windows |

### Publicados
| Título                           | Ano  | Desenvolvedora          | Plataforma(s)                                                                               |
| -------------------------------- | ---- | ----------------------- | ------------------------------------------------------------------------------------------- |
| Spacecom                         | 2014 | Flow Combine            | Android, Linux, OS X, Microsoft Windows                                                     |
| Beat Cop                         | 2017 | Pixel Crow              | Android, Linux, OS X, Microsoft Windows, Nintendo Switch                                    |
| Tower 57                         | 2017 | Pixwerk                 | Linux, OS X, Microsoft Windows                                                              |
| Moonlighter                      | 2018 | Digital Sun             | Linux, OS X, Microsoft Windows, PlayStation 4, Xbox One, Nintendo Switch                    |
| Children of Morta                | 2019 | Dead Mage               | Linux, OS X, Microsoft Windows, PlayStation 4, Xbox One, Nintendo Switch                    |
| South of the Circle              | 2022 | State of Play           | Microsoft Windows, PlayStation 4, PlayStation 5, Xbox One, Xbox Series X/S, Nintendo Switch |
| The Invincible                   | 2023 | Starward Industries     | Microsoft Windows, PlayStation 5, Xbox Series X/S                                           |
| The Thaumaturge                  | 2024 | Fool's Theory           | Microsoft Windows, PlayStation 5, Xbox Series X/S                                           |
| Creatures of Ava                 | 2024 | Inverge Studios, Chibig | Microsoft Windows, Xbox Series X/S                                                          |
| Indika                           | 2024 | Odd Meter               | Microsoft Windows, PlayStation 5, Xbox Series X/S                                           |
| Moonlighter 2: The Endless Vault | 2025 | Digital Sun             | Microsoft Windows, PlayStation 5, Xbox Series X/S                                           |
| Death Howl                       | 2025 | The Outer Zone          | Microsoft Windows                                                                           |

### Cancelados
| Título    | Plataforma(s) | Ref.         |
| --------- | ------------- | ------------ |
| Project 8 | Windows       | [ 9 ] [ 10 ] |

## Caridade
A empresa anunciou, em novembro de 2022, que transferiria os lucros de um de seus lançamentos mais populares — This War of Mine — para organizações que ajudam a Ucrânia na reconstrução após a invasão russa.